# Абазаров, Владимир Алексеевич
Влади́мир Алексе́евич Абаза́ров (6 мая 1930, Краснодарский край — 13 мая 2003, Тюмень) — советский геолог.
Участвовал в открытии крупных и уникальных месторождений нефти в Среднем Приобье Западной Сибири. Один из первооткрывателей крупнейшего в России Самотлорского нефтяного месторождения. Лауреат Ленинской премии.

## Биография
Родился 6 мая 1930 года на хуторе Тиховском (ныне Красноармейский район Краснодарского края).
В 1948 году окончил среднюю школу и пошёл работать учётчиком в Красноармейский рисосовхоз, возглавил комсомольскую организацию хозяйства. Первоначально хотел поступить в МАИ в 1948 году и стать лётчиком, как и его брат (который впоследствии стал командиром 62-го истребительного авиационного полка). В 1949 году поступил в Грозненский нефтяной институт, а в 1954 году окончил его, получив специальность горного инженера по бурению. До 1959 года на буровых предприятиях Краснодарского края и Сталинградской области работал инженером, буровым мастером, начальником бурения, начальником цеха испытания глубоких скважин.
В марте 1960 года, по приглашению Ю. Г. Эрвье, В. А. Абазаров приезжает в Тюмень. В 1960—1962 годах он работает главным инженером Ханты-Мансийской, а затем Березовской геологоразведочной экспедиции.
В 1962 году назначается начальником Мегионской нефтеразведочной экспедиции. Первоочередной задачей он поставил наращивание темпов разведки и подготовки запасов нефти, прежде всего на Мегионском месторождении. К моменту прибытия Абазарова в Мегион в июне того же года, бригадой Г. И. Норкина в составе экспедиции было открыто лишь одно Мегионское нефтяное месторождение, на котором были пройдены три скважины. Абазаров организовал строительное управление под конкретную программу — строительство благоустроенного деревянного жилья, объектов соцкультбыта и промбазы.
С каждым годом у Мегионской нефтеразведочной экспедиции увеличивались объёмы бурения. Было открыто Ватинское, Северо-Покурское, Аганское, Нижневартовское нефтяные месторождения, затем в 1965 — Самотлорское, Сороминское. В 1967 году было открыто крупное нефтегазовое месторождение Варьеганское, в 1968 — Мало-Черногорское, в 1970 — Больше-Черногорское. Тюменское и Северо-Варьеганское. Всего же мегионскими геологами было открыто более 135 месторождений нефти и газа.
В 1970 году орденом «Знак Почёта» был награждён коллектив Мегионской нефтеразведочной экспедиции.
В 1971—1974 годах — начальник НГДУ «Мегионнефть». В 1975—1976 годах — начальник Карской нефтегазоразведочной экспедиции, в 1976—1977 годах — начальник технологического отдела ПО «Обьнефтегазгеология». В 1977—1980 годах — заместитель начальника управления по бурению ПО «Нижневартовскнефтегаз», в 1980—1981 годах — заместитель начальника НГДУ «Белозернефть». В 1983—1992 годах работал начальником Южно-Таркосалинской, Ямальской нефтеразведочных экспедиций.
Согласно позднейшим мемуарам, «работал он самозабвенно, не жалея ни сил ни времени. Как бы ни было трудно, оставался на своём посту. Неприязнь к рвачам, всякого рода ловкачам Владимир Алексеевич умел сочетать с доверительным, дружеским отношением к людям».
Ушёл на пенсию в 1992 году. Являлся председателем Союза создателей нефтегазового комплекса Западной Сибири (1997—2002), созданного по его инициативе для «принятия конкретных мер по улучшению жизненных условий создателей Тюменского нефтегазового комплекса, сохранения и развития духовных, морально-нравственных, культурных ценностей и традиций».
Умер 13 мая 2003 года. Похоронен в Тюмени на Червишевском кладбище.

## Семья
- отец — Абазаров Алексей Николаевич (Абас-Оглы), родом из Ирана[источник не указан 2316 дней]
- мать — Абазарова Мария Васильевна
- первая жена — Абазарова Раиса Ивановна
- вторая жена — Абазарова Ленина Васильевна
- дочь — Абазарова Татьяна Владимировна

## Награды и премии
- Орден Ленина (1966)
- Ленинская премия (1970) — за открытие крупных месторождений нефти в Среднем Приобье и ускоренную подготовку промышленных запасов.
- Первооткрыватель месторождения (1976, Самотлорское)
- Почётный гражданин Нижневартовского района Тюменской области (1997)

## Память
- Имя Владимира Абазарова носит нефтяное месторождение, расположенное в Нижневартовском нефтегазоносном районе в 43 км к востоку от Нижневартовска[5][6].
- Его именем также названа улица в Мегионе[7]. Здесь же, на здании предприятия «Славнефть-Мегионнефтегазгеология», в память о легендарном мегионском геологе-первопроходце установлена памятная доска.